# Magda Gabor
Magdolna „Magda" Gabor (n. 11 iunie 1914, Austro-Ungaria – d. 6 iunie 1997, Palm Springs, SUA) a fost o actriță americană de origine maghiară, sora mai mare a actrițelor Zsa Zsa Gábor și Eva Gabor.

## Biografie
A fost fiica cea mai mare a cuplului Vilmos Gabor (1884-1962), militar de carieră, și Jolie Gabor (1896-1997).
Magda a fost căsătorită de șase ori, dar nu a avut copii:

1. Jan Bychowski (1937 –1946), pilot în armata regală, care, conform unor surse, ar fi fost un conte polonez (divorțat)

2. William Rankin (1946 – 1947) (divorțat)

3. Sidney R. Warren (1949 – 1950) (divorțat)

4. Anthony Gallucci (aprilie 1956 – 1967) (decedat)

5. George Sanders (5 decembrie 1970 – ianuarie 1971), actor britanic (și fost soț al Zsa Zsei), căsătorie ce nu a durat decât o lună (divorțat)

6. Tibor Heltai (1972 – 1973) (divorțat).
Magda Gabor a murit pe 6 iunie 1997 de insuficiență renală, la numai două luni după moartea mamei sale. Ea a fost îngropată în Desert Memorial Park în Cathedral City, California.